# 鄭正揚
鄭正揚（英語：Paulo Cheang Cheng Ieong，1984年8月18日—），生於澳門，是一位澳門足球員，司職中堅，現時效力蒙地卡羅體育會和澳門足球代表隊，為球隊隊長。

## 學生時代
鄭正揚小學時入讀慈幼小學，他說：「當初我參與足球興趣班和課外活動接觸足球。之後轉回母校利瑪竇中學，加入校隊和學界隊，並跟隨當時學界的日籍教練練習。」鄭正揚高三畢業時，更帶領利瑪竇奪得當年的男足A組冠軍。

## 球會
最初鄭正揚加入甲組時踢蒙地卡羅球會。在不少足壇老大哥身旁學習。 「大學畢業時是個轉折點。年青時總希望往外地挑戰，那時剛好可以往香港發展，嘗試踢甲組賽事，無奈薪水太低，基本上不能維持生活。最終選擇成為體育老師，在澳門繼續自己的足球路。」鄭正揚從來沒有放棄，最終在2014年成功登陸香港乙組足球聯賽，加入沙田體育會足球隊。
2016年，賓菲加參加2017年亞洲足協盃資格賽，獲得鄭正揚、何文輝、李敬斌、甘致豪和韋斯等球員加入助戰。首次踢此盃賽的澳門隊隊長鄭正揚表示：“今次是很難得的機會，可以出戰此盃賽，又能為澳門足球出一分力。目標是踢好比賽，爭取勝利和出線資格，藉此提升澳門足球的知名度。”

## 職業
鄭正揚在利瑪竇中學擔任老師十年，盡自己的能力回饋母校。2016-17學年開始，他迎來新挑戰，轉到聖公會（澳門）蔡高中學任教。2016年12月，三十出頭的鄭正揚，離退役時間愈來愈近。「自己想再多踢兩年，幫助澳門隊在亞洲區賽事再創佳績，同時也希望再到港甲挑戰。」

## 澳門足球代表隊
澳門足球代表隊3月28日和6月13日晚，分別在2019年亞洲盃外圍賽第三圈A組作客不敵吉爾吉斯及主場負緬甸，經歷兩連敗。在主球四球落敗後，主教練譚又新及隊長鄭正揚再三向球迷道歉。

## 外部連結
- 鄭正揚 （页面存档备份，存于） 香港足球總會球員檔案
- 鄭正揚 （页面存档备份，存于） Soccerway
- 鄭正揚 （页面存档备份，存于） Transfer Markt